# Obereopsis tanganjicae
Obereopsis tanganjicae là một loài bọ cánh cứng trong họ Cerambycidae.